# La Salvetat-Lauragais
La Salvetat-Lauragais település Franciaországban, Haute-Garonne megyében. Lakosainak száma 149 fő (2022. január 1.). La Salvetat-Lauragais Le Faget, Albiac, Auriac-sur-Vendinelle és Caraman községekkel határos.

## Népesség
A település népességének változása:
| Lakosok száma | 103  | 65   | 70   | 136  | 137  | 142  | 143  | 150  | 151  | 149  |
|               | 1968 | 1982 | 1990 | 2006 | 2013 | 2015 | 2017 | 2019 | 2020 | 2022 |